# Religiosas de la Pasión de Jesucristo
Las Religiosas de la Pasión de Nuestro Señor Jesucristo (oficialmente en latín: Religiosae pasiones Domini Nostri Iesu Christi) son una congregación religiosa católica femenina monástica de derecho pontificio, formada por conventos sui iuris, fundada por los italianos Pablo de la Cruz y María Crucificada Costantini, en Tarquinia, en 1771, como rama femenina de la Congregación de la Pasión. A las religiosas de este instituto se les conoce como religiosas de la Pasión de Jesucristo o monjas pasionistas y posponen a sus nombres las siglas C.P.

## Historia

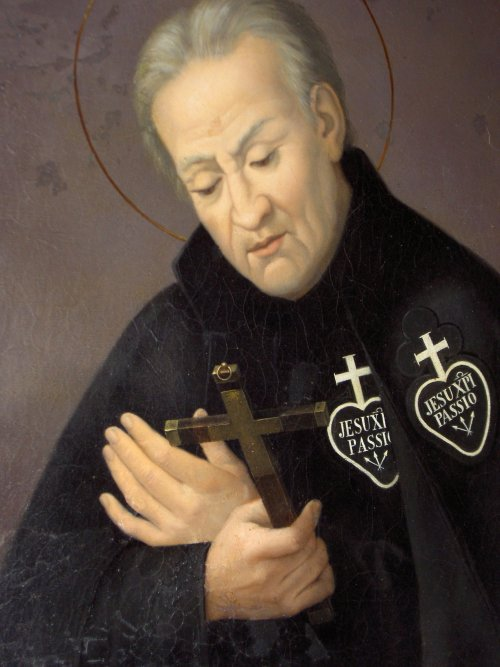
Pablo de la Cruz (1694-1775), fundador de la Congregación de la Pasión.

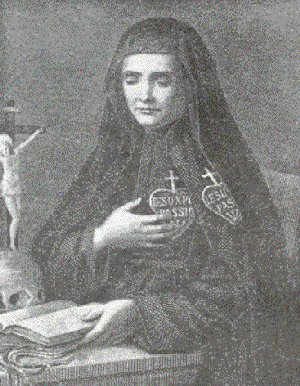
María Crucificada Costantini (1713-1787), cofundadora de la rama femenina de clausura.

Pablo de la Cruz, luego de haber fundado la Congregación de la Pasión, con el fin de evangelizar por medio de las misiones populares y propagar el culto a la Eucaristía y a la Pasión de Cristo, con la ayuda de María Crucificada Costantini, una monja benedictina de Corneto, fundó una rama femenina monástica, para la adoración de dichos misterios. El primer convento fue fundado el 3 de mayo de 1771, en un terreno donado por la familia Costantini en Corneto. María Crucificada abandonó a las benedictinas y dirigió la nueva congregación.
Durante cien años la congregación femenina constituyó solo el convento de Corneto. Solo hasta 1872 se fundó un segundo monasterio, que a la vez fue el primero fuera de Italia, en Mamers (Francia). Con la fundación del tercer convento, en Lucca, Italia, con ayuda de Gema Galgani, de la que las pasionistas adquirieron mucha fama, se presentó un periodo de expansión de la Congregación, con nuevos monasterios en Estados Unidos y Latinoamérica.

## Organización
La rama femenina claustral de la Congregación de la Pasión, es un instituto independiente, formado por conventos autónomos. Cada uno de ellos tiene su propia superiora. Las religiosas observan la clausura estricta, se dedican a la penitencia y a la oración contemplativa.
El hábito de las monjas está compuesto por una túnica, un velo y una capa, todos negros, con un bordado en el pecho, en blanco, que representa el escudo de la congregación.
En 2015, el instituto contaba con unas 310 monjas en 35 conventos, presentes en Argentina, Bélgica, Brasil, Colombia, Corea del Sur, España, Estados Unidos, Filipinas, Indonesia, Italia, Japón, México, Países Bajos y Reino Unido.

## Personas destacadas
- Pablo de la Cruz (1694-1775), santo, religioso italiano, fundador de la Congregación de la Pasión y de las Monjas Pasionistas. Fue beatificado por el papa Pío IX el 1 de mayo de 1853 y canonizado por el mismo pontífice el 29 de junio de 1867.[5]
- María Crucificada Costantini (1713-1787), venerable, religiosa italiana, cofundadora de las monjas pasionistas. Fue declarada venerable por el papa Juan Pablo II el 17 de noviembre de 1982.[2]
- Gema Galgani (1878-1903), santa, oblata laica del monasterio de Lucca, cofundadora del mismo. Fue beatificada por el papa Pío XI el 13 de mayo de 1933 y canonizado por Pío XII el 2 de mayo de 1940. Fue la primera mujer del siglo XX en ser canonizada.[6]